# Franciszek Korneli Wierzbicki
Franciszek Korneli Wierzbicki (ur. 2 kwietnia 1884 w Boguszycach, zm. 1 kwietnia 1945 w Wilnie) – polski ziemianin, hodowca, działacz społeczno-samorządowy, poseł na Sejm I kadencji w II RP z ramienia Związku Ludowo-Narodowego.

## Życiorys
Pochodził z rodziny Wierzbickich herbu Nieczuja, która w XIX w. nabyła majątek Boguszyce pod Łomżą. Syn Franciszka Justyna i Stanisławy z Jabłońskich (z Pniewa). Ukończył szkołę handlową, a następnie w 1907 r. studia na Wydziale Rolniczym Uniwersytetu Jagiellońskiego, specjalizując się w hodowli bydła. Po studiach powrócił do rodzinnego majątku i po śmierci ojca w 1908 r. przejął gospodarowanie majątkiem Boguszyce.

### Służba wojskowa
Odbył służbę wojskową w armii rosyjskiej w latach 1903-1904, gdzie w 3 Pułku Artylerii Moździerzowej w Warszawie uzyskał stopień chorążego rezerwy artylerii. Podczas I wojny światowej powołany został ponownie do armii rosyjskiej, a w 1917 r. znalazł się w I Korpusie Polskim gen. Dowbora-Muśnickiego. Za służbę otrzymał Krzyż Świętego Stanisława.

## Działalność hodowlana
Prowadził doskonałą hodowlę bydła mlecznego, znaną w kraju i za granicą. Jego hodowla bydła czerwonego polskiego zdobyła uznanie jako jedna z najlepszych w Królestwie Polskim, a bydło z Boguszyc było nagradzane na licznych wystawach. W wyniku działań I wojny światowej, bydło trafiło do guberni smoleńskiej, co spowodowało znaczne straty.
W latach 1908–1926 w jego gospodarstwie w Boguszycach przewinęło się 80 krów, a wyhodowano 238 jałówek. Jego krowy odznaczały się wysoką mlecznością i dobrą zawartością tłuszczu w mleku. Hodowla bydła czerwonego polskiego w Boguszycach stanowiła materiał zarodowy dla innych hodowców w Polsce. W 1924 r. otrzymał Nagrodę II stopnia oraz Dyplom Uznania Ministra Rolnictwa za wieloletnią pracę nad podniesieniem poziomu hodowlanego bydła czerwonego polskiego.

## Działalność społeczna i polityczna
Zniszczony po wojnie majątek starał się odbudować zaciągając kredyty. Działał na wielu polach społecznych. Był prezesem Rady Gminnej w Szczepankowo, przewodniczył Sejmikowi Powiatowemu oraz kierował Wydziałem Powiatowym w Łomży. Był także prezesem Kasy Spółdzielczej i członkiem Rady Szkolnej. Udzielał się w Związku Hodowców Bydła Rasy Polskiej, w Centralnym Towarzystwie Rolniczym oraz wspierał inicjatywy edukacyjne zakładając tajną szkołę w dworze Boguszyce.
W 1922 r. wybrany został posłem ze Związku Ludowo-Narodowego. W swojej pracy poselskiej troszczył się o rozwój regionu, z którego pochodził. W 1923 r. jako członek Komisji Administracji i Robót Publicznych wnioskował o odbudowę pogranicza Prus Wschodnich, zniszczonych podczas wojny. W 1924 r. złożył wniosek o unormowanie stosunków gospodarczych na Kurpiach, apelując o poprawę losu tamtejszej ludności.

### Kryzys finansowy i zrzeczenie się mandatu
W 1925 r. nastąpił kryzys finansowy w folwarku boguszyckim, związany głównie z trudnościami w spłacie kredytów zaciągniętych na odbudowę i rozwój. Przyczyniły się do tego niskie dochody z upraw na lekkich glebach, brak zapotrzebowania wojska na konie oraz obciążające nadmiernie właściciela obowiązki społeczne. Zniechęcony niepowodzeniem sprzedał Boguszyce swemu młodszemu bratu Michałowi i 28 maja 1925 r. zrzekł się mandatu poselskiego, który przejął po nim Romuald Jan Bielicki.

## Działalność w Wilnie
Po sprzedaniu majątku wraz z rodziną przeniósł się do Wilna. Podjął wykłady na Wydziale Rolniczym Uniwersytetu Stefana Batorego. Jednocześnie w 1928 r. został inspektorem hodowli bydła czerwonego polskiego w Wileńskim Towarzystwie Organizacji i Kółek Rolniczych, a potem w Wileńskiej Izbie Rolniczej. Przeżył wojnę oraz dwie okupacje: radziecką i niemiecką.

## Życie prywatne
Jego żoną była Jadwiga Oktawia Leskiewicz (1883-1954). Mieli ośmioro dzieci, w tym syna Józefa, który został cenionym profesorem nauk rolniczo-ekonomicznych. Jedna z córek była żoną późniejszego profesora historii Henryka Jabłońskiego, przewodniczącego Rady Państwa w latach 1972-1985.

## Śmierć
Zmarł 1 kwietnia 1945 r. w Wilnie po ciężkiej chorobie.